# Privilège relatif aux indicateurs de police
En droit pénal canadien, le privilège relatif aux indicateurs de police est une règle qui vise à empêcher que les personnes qui fournissent des renseignements confidentiels à la police soient identifiées en public ou en salle d'audience. Il s'agit d'un privilège générique de common law, ce qui signifie que le privilège est absolu (plutôt qu'au cas par cas) et qu'il n'a pas besoin d'une loi pour assurer sa protection.

## Résumé de la règle
Cette règle a été résumée par la juge Bastarache de la Cour suprême dans l'arrêt Personne désignée c. Vancouver Sun : 

« Le privilège relatif aux indicateurs de police est la règle de droit qui empêche l’identification, en public ou en salle d’audience, des personnes qui fournissent à titre confidentiel des renseignements à la police.  Cette protection encourage par ailleurs les indicateurs éventuels à collaborer avec la police.  Cette protection générale revêt une telle importance que l’application de la règle du privilège relatif aux indicateurs de police écarte le pouvoir discrétionnaire des juges de première instance.  Une fois que le juge du procès est convaincu de l’existence du privilège, toute divulgation de l’identité de l’indicateur est absolument interdite.  Mise à part l’exception relative à la démonstration de l’innocence de l’accusé, la règle jouit d’une protection absolue.  La justification du privilège ne peut faire l’objet d’une évaluation au cas par cas.  Le privilège assure la protection de tous les renseignements susceptibles de permettre l’identification de l’indicateur de police, et ni le ministère public ni le tribunal n’ont le moindre pouvoir discrétionnaire de communiquer ces renseignements dans une instance, en aucun temps. »

## Portée de la protection
Cette protection vise tous les renseignements pouvant permettre l'identification de l'informateur. Dans l'arrêt R. c. Basi, le juge Fish a soulevé que « la question du privilège se pose lorsque, dans le cadre d’une enquête, un policier garantit la protection et la confidentialité d’un indicateur éventuel en échange de renseignements utiles qu’il lui serait difficile ou impossible d’obtenir autrement. »

## Pouvoir de l'agent de la paix de promettre le secret à ses indicateurs
Dans l'arrêt Bisaillon c. Keable, le juge Beetz atteste que « le principe confère en effet à l’agent de la paix le pouvoir de promettre explicitement ou implicitement le secret à ses indicateurs, avec la garantie sanctionnée par la loi que cette promesse sera tenue même en cour, et de recueillir en contrepartie de cette promesse, des renseignements sans lesquels il lui serait extrêmement difficile d’exercer ses fonctions et de faire respecter le droit criminel. »
Le privilège de l'informateur protège l'identité de l'informateur, mais n'équivaut pas à lui seul à une immunité de poursuite. L'immunité de poursuite peut être obtenue à la suite d'une entente avec le poursuivant. Les policiers ne sont pas le poursuivant. En l'absence d'entente avec le poursuivant, un indicateur de police dont l'identité est protégée et qui révèle aux policiers un crime qu'il a commis peut néanmoins être poursuivi par l'État; toutefois, une jurisprudence récente l'acquitterait lorsque les policiers sont de mauvaise foi et qu'ils n'expliquent pas correctement les règles relatives à l'immunité à l'indicateur.

## Lien avec le principe de publicité des débats judiciaires
Dans l'arrêt Société Radio-Canada c. Personne désignée, la Cour suprême du Canada explique la relation entre le principe de publicité des débats judiciaires et le privilège relatif aux indicateurs de police : 

« Dans l’arrêt Vancouver Sun, la Cour s’est prononcée sur la relation entre la publicité des débats judiciaires et le privilège de l’indicateur de police. Elle a proposé l’application d’une démarche à la fois flexible et malléable lorsque le privilège de l’indicateur est revendiqué. Un seul principe directeur guide cette démarche : donner plein effet aux exigences de ce privilège extrêmement large et impératif en vertu duquel toute divulgation de l’identité de l’indicateur est absolument interdite, tout en réduisant, autant que faire se peut, l’atteinte au principe de la publicité des débats judiciaires. 
La démarche se divise en deux étapes. Dans un premier temps, le tribunal doit vérifier l’existence du privilège. À cette étape, la preuve qu’une personne est un indicateur de police déclenche automatiquement l’application du privilège. Il s’agit d’une règle d’ordre public. 
Dans un deuxième temps, une fois que le juge a conclu à l’existence du privilège de l’indicateur de police, il doit poursuivre l’audition de l’affaire sans porter atteinte au privilège, tout en favorisant, autant que possible, le principe de la publicité des débats judiciaires, le droit d’être entendu et le caractère contradictoire des débats. C’est à ce stade que le tribunal détermine les mesures appropriées afin de protéger le privilège. Dans le cadre de cette détermination, il peut être utile — et même généralement souhaitable — que le tribunal autorise des tiers à présenter des observations sur les ordonnances de confidentialité appropriées afin de protéger l’anonymat de l’indicateur tout en limitant l’atteinte au principe de la publicité des débats judiciaires. Au lieu des observations de tiers intéressés, ou comme complément à ces observations, il peut arriver que le tribunal juge opportun de recourir à l’assistance d’un amicus curiae afin de l’éclairer sur la question. »